# August Macke
August Robert Ludwig Macke (3. ledna 1887, Meschede, Německo – 26. září 1914 Perthes-lès-Hurlus, Francie) byl německý expresionistický malíř, člen skupiny Der Blaue Reiter. Padl na začátku první světové války.

## Životopis
Macke se narodil jako nejmladší dítě v německé středostavovské rodině ve Vestfálsku.

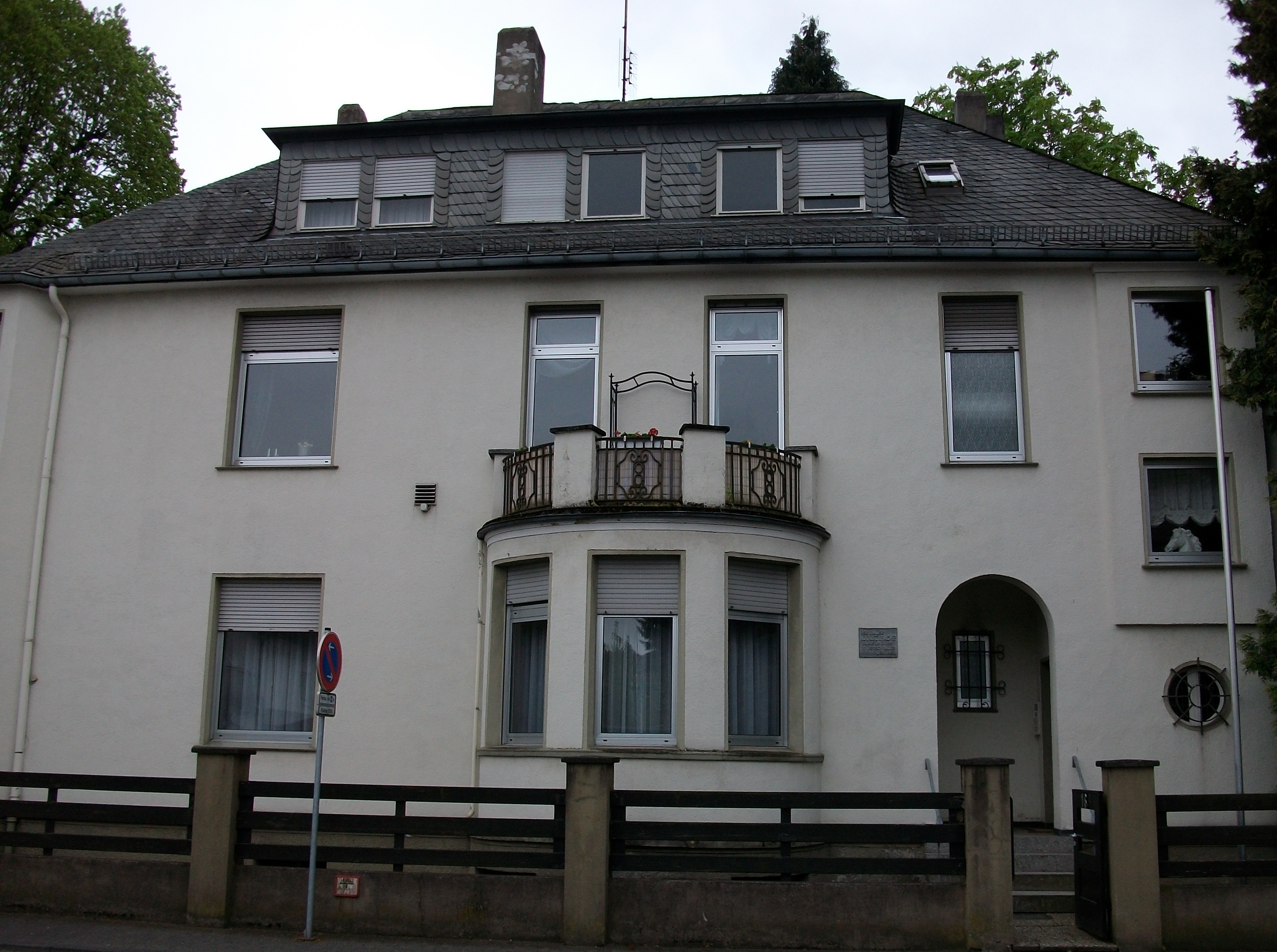
Mackeho rodný dům v Meschede

 Otec byl úspěšný stavební podnikatel, matka pocházela ze selského prostředí. Krátce po Mackově narození se rodina přestěhovala do Kolína nad Rýnem, kde zůstala až do roku 1900, kdy Mackovi přesídlili do Bonnu. Roku 1903 zde poznal svou budoucí ženu Elisabeth Gerhardtovou, kterou si vzal o šest let později. V roce 1904 se zapsal na Akademii v Düsseldorfu, kterou navštěvoval další dva roky. Výuka se mu ale zdála příliš konzervativní. Proto souběžně navštěvoval Školu dekoračního umění rovněž v Düsseldorfu, kde ho ovlivnily zejména přednášky grafika Fritze Helmutha Ehmckeho. V té době navrhl výpravu a kostýmy pro šest představení düsseldorfského divadla. Spolupráci s divadlem přerušil v roce 1905, kdy poprvé navštívil Itálii, mj. Veronu, Benátky a Pisu. V roce 1906 cestoval po Holandsku a Belgii a v listopadu opustil Akademii. Do následujícího roku spadá jeho první návštěva Paříže a seznámení s francouzským impresionismem. Na přelomu let 1907 a 1908 navštěvoval Macke několik měsíců v Berlíně malířskou školu Lovise Corintha, člena Berlínské secese. Jeho cestování v roce 1908, kdy opět pobýval v Itálii a Paříži, přerušila roční vojenská služba.

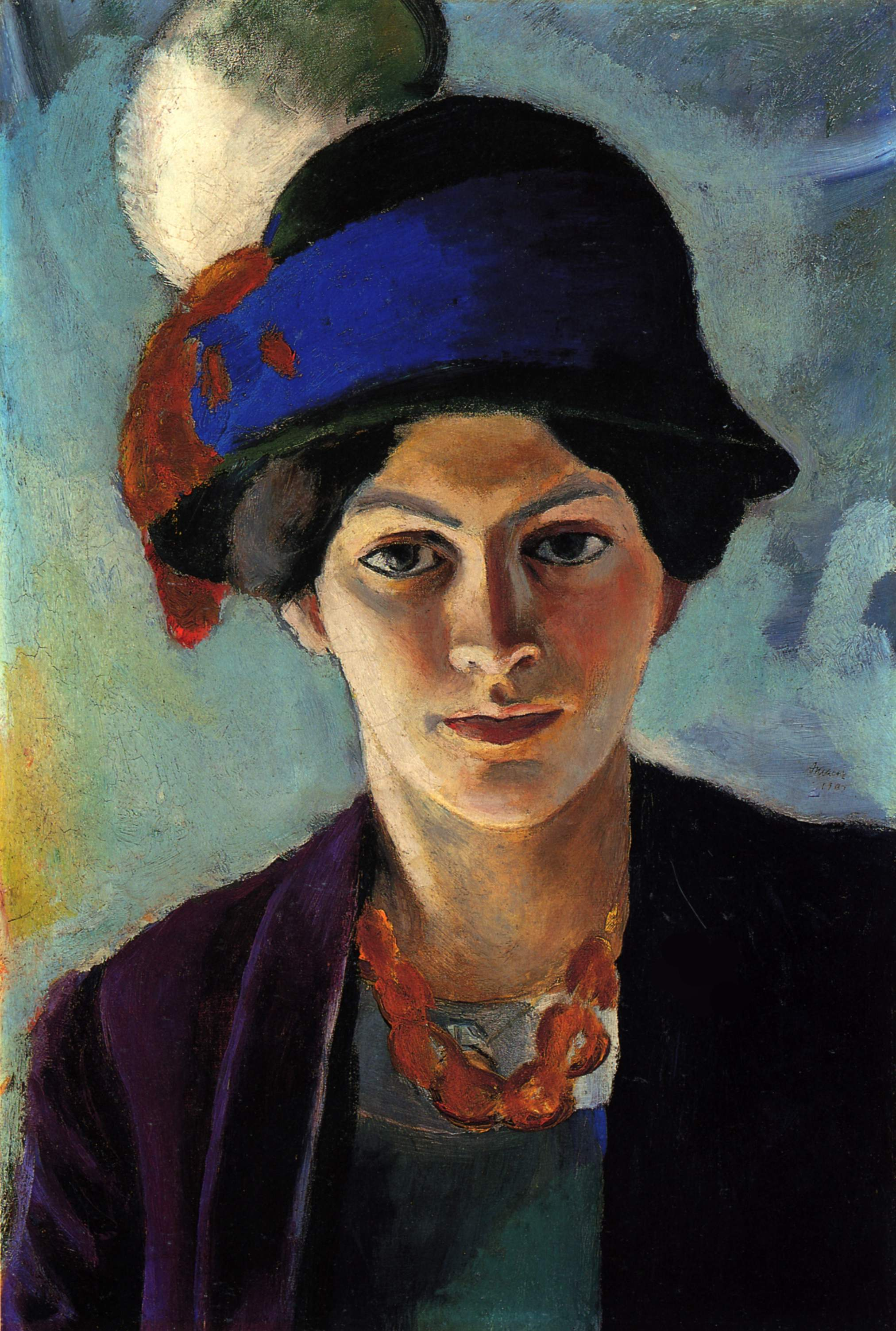
Portrét umělcovy ženy v klobouku, 1909. Obraz představuje Mackeho manželku Elisabeth Gerhardt

V roce 1910 se Mackovi přestěhovali do Tegernsee v podhůří Alp. Zásadní význam pro Macka měla návštěva výstavy Henri Matisse, uspořádané roku 1910 v Mnichově, a v témže roce také setkání s malířem Franzem Marcem, s nímž navázal důvěrné přátelství. Roku 1911 se připojil k mnichovskému společenství výtvarníků s názvem Der Blaue Reiter a účastnil se jejich prvních dvou výstav. Později se však s hnutím rozešel. Během roku 1912 obeslal kolektivní výstavy v Moskvě, Kolíně nad Rýnem, Mnichově a Jeně. Léto strávil v Holandsku, na konci září odjel spolu s Franzem Marcem opět do Paříže, kde se setkal s Robertem Delaunayem. Na konci roku navštívil výstavu futuristických obrazů v Kolíně nad Rýnem. V lednu 1913 Mackemu v Bonnu Delaunay ve společnosti Guillauma Apollinaira návštěvu oplatil. Na jaře Macke organizoval výstavu skupiny Rýnští expresionisté (Rheinische Expressionisten) v Kolíně nad Rýnem. Od října pobýval v Hilterfingenu ve Švýcarsku na břehu Thunského jezera.
Na začátku dubna 1914 odcestoval do Marseille a odtud ve společnosti Paula Klee a Louise Moillieta do Tunisu, kde prožil tři týdny. Kromě hlavního města zde navštívili Kairuan ve vnitrozemí a Sidi Bou Saïd a Hammamet na pobřeží. Cestou zpět do Bonnu se Macke ještě zastavil v Palermu a Římě. 8. srpna 1914 byl odveden do armády, 26. září téhož roku padl.

## Dílo
Macke žil v době, která měla pro moderní malířství zásadní význam. Impresionismus, neoimpresionismus, futurismus, fauvismus, kubismus či solitérní osobnosti Vincenta van Gogha, Georgese Seurata a Paula Cézanna, to byly podněty, které jeho tvorbu zásadně ovlivnily. Prvním malířem, který se pro mladého Mackeho stal vzorem, byl představitel švýcarského symbolismu Arnold Böcklin. Böcklinovo dědictví však zcela zavrhl v roce 1907, kdy se mu dostaly do rukou knihy německého historika umění Julia Meier-Graefeho o impresionistech. Na konci roku měl možnost v Paříži spatřit jejich díla v originále.

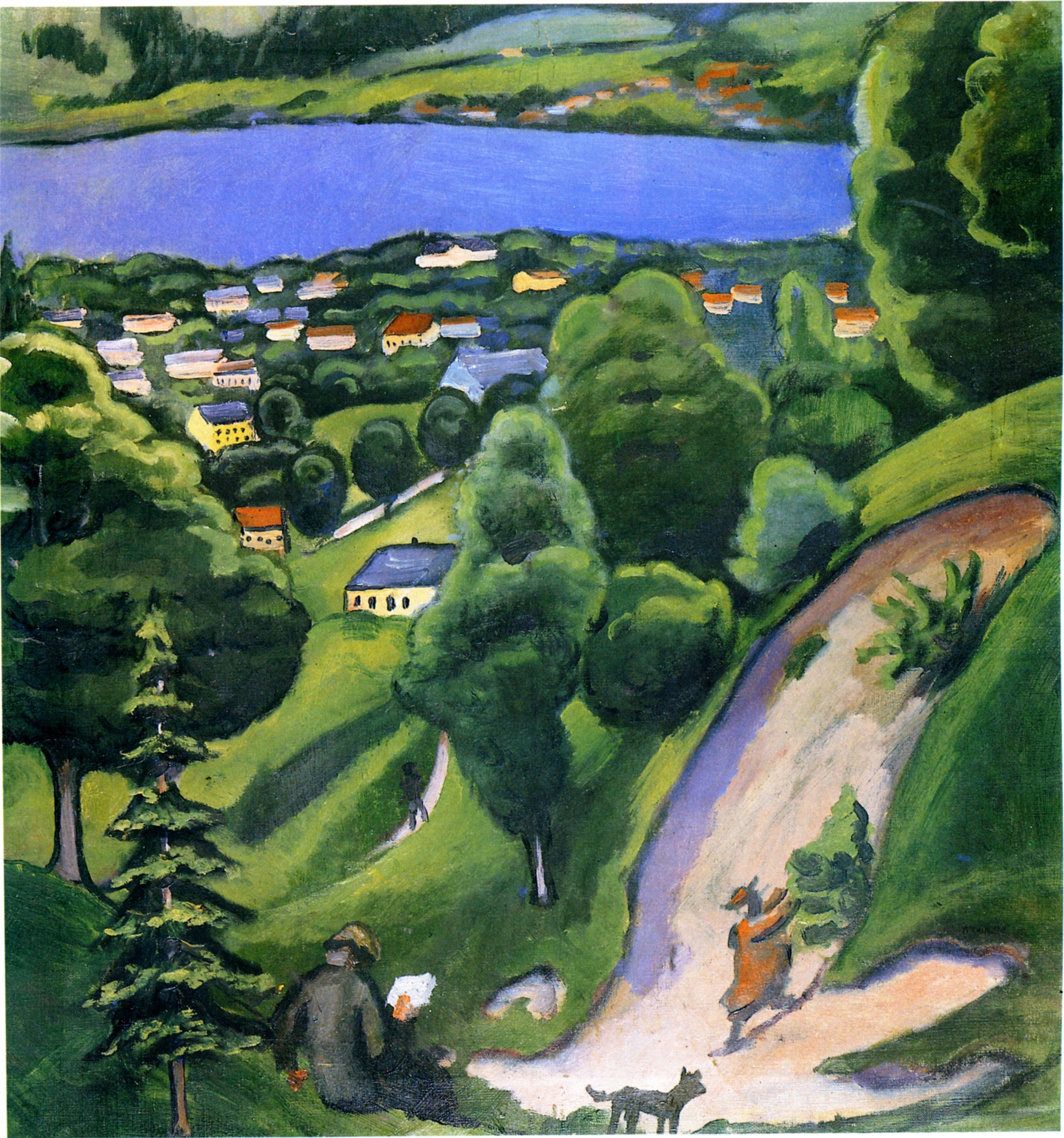
Krajina u Tegernsee se čtoucím mužem a psem, 1910. V letech 1910–1911 v Tegernsee Mackovi žili

 Další významnou událostí, která jeho tvorbu ovlivnila, byla návštěva velké Matissovy výstavy v Mnichově. Macke si z Matisse vzal především používání jasných barev, snahu o maximální zjednodušení formy a některé kompoziční prvky japonských dřevořezů. Fauvistický přístup k funkci barev na obrazech se stal součástí Mackovy tvorby natrvalo.
Přítel Franz Marc ho roku 1909 seznámil s umělci spolupracujícími v Mnichově v rámci Neue Künstlervereinigung (Novém sdružení umělců). Část malířů z tohoto sdružení založila v roce 1911 pod vedením Vasilije Kandinského volné uskupení Der Blaue Reiter (Modrý jezdec). Macke sice obeslal první putovní výstavu tohoto společenství třemi obrazy, s jeho programem, na jeho vkus příliš spirituálním a mystickým, se neztotožnil. Franzi Marcovi v lednu 1912 napsal: „Samolibost, bačkorové hrdinství a zaslepenost hrají v Blaue Reiter značnou roli.“

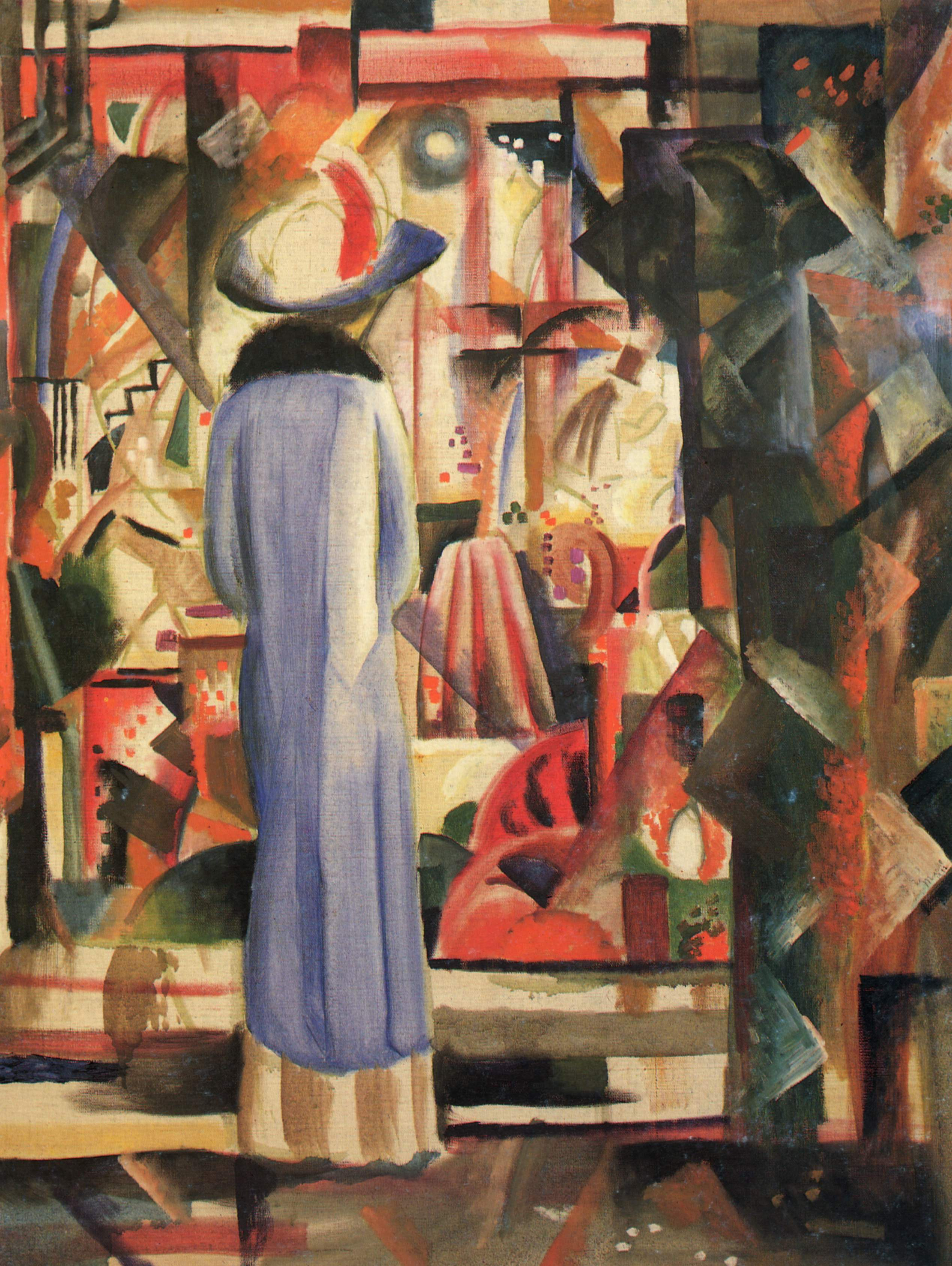
Velká světlá výloha, 1912. Dílo je reakcí na obraz italského futuristy Umberta Boccioniho Hluk ulice proniká do domu

Pořád mi znějí v uších velká slova o počátku velkého Duchovna. Kandinský ať si tohle i všechny ty řeči o převratu vykládá. Mně to je obzvlášť po téhle výstavě nesympatické. Radím Ti, pracuj a příliš nemysli na modré jezdce a modré koně.
Od roku 1913 se Mackeho dílo vyrovnávalo s dalšími podněty: abstraktní malbou a kubismem. Na základě studia knihy historika umění Wilhelma Worringera Abstraktion und Einfühlung (Abstrakce a vcítění) vytvořil několik abstraktních obrazů, jež však jsou v jeho díle ojedinělé. Je pravděpodobné, že byl inspirován i díly Františka Kupky, jehož práce mohl v Paříži vidět. Několika obrazy a kresbami se v letech 1912 a 1913 vyrovnával i s problematikou prostoru, jak ji řešil kubismus, zejména jeho analytická větev. Mnohem větší vliv na něj měli italští futuristé. Je to znát na obrazech usilujících zachytit pohyb a redukci figurálních motivů na minimum. V obrazech z let 1913 a 1914, zejména v proslulé sérii dam před výklady s klobouky, nalézáme také vliv Seuratův, zejména pokud jde o kontrastní linie a protiklady výrazných a nejasných obrysů. Z cesty do Tunisu, uskutečněné v dubnu 1914, si Macke přivezl 38 akvarelů, přes sto kreseb a množství fotografií. Z tuniských akvarelů zdánlivě vymizel veškerý pohyb. Jsou především reakcí na pro Mackeho zcela nové světelné poměry v této severoafrické zemi.
Po návratu z Tunisu zbývalo Mackemu jen několik měsíců života. Jako by tušil, že se jeho dílo předčasně uzavře, stačil během této doby namalovat 53 olejomaleb, v nichž shrnul svůj dosavadní vývoj.

## Galerie

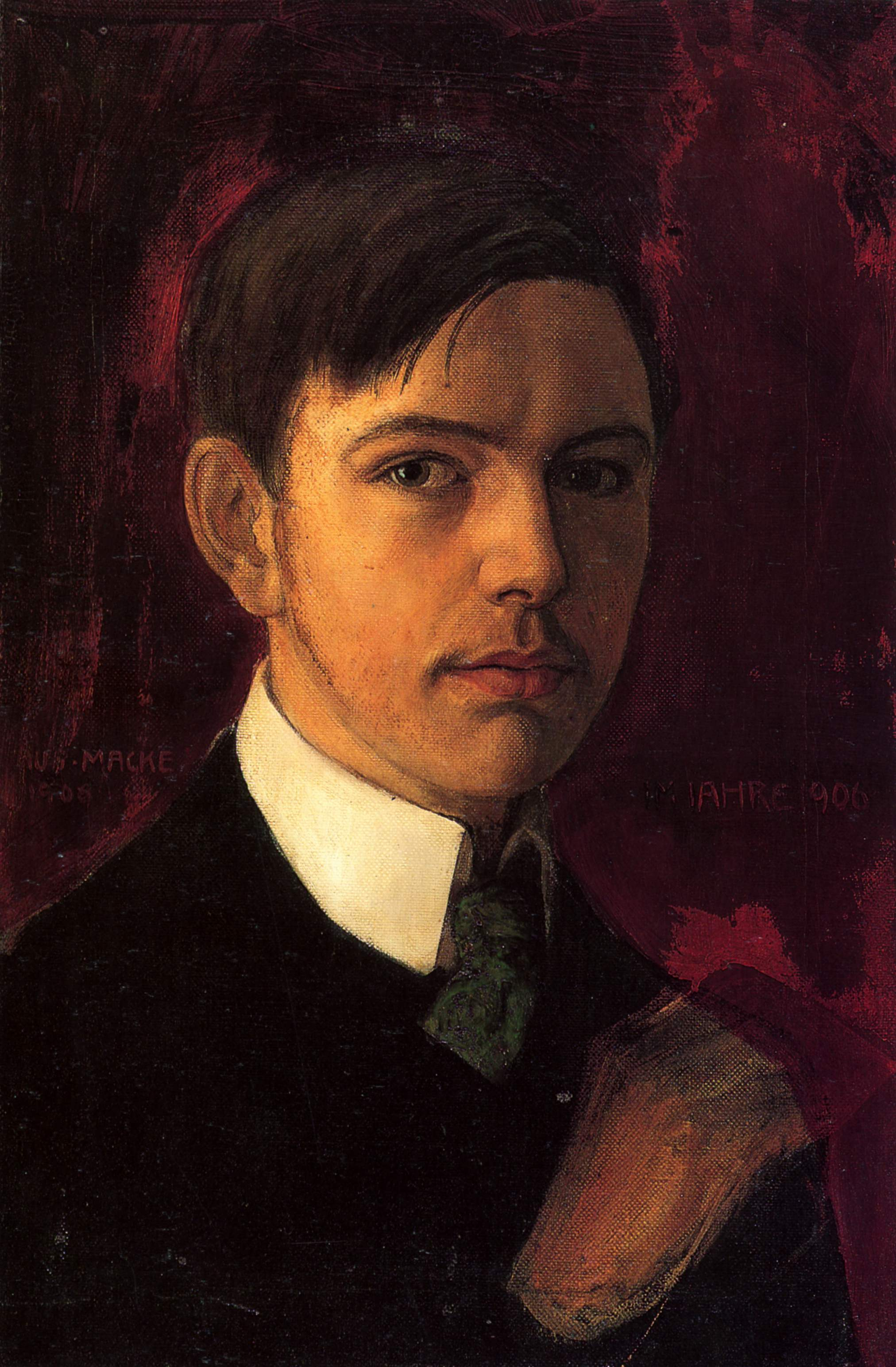
Autoportrét, 1906, 54,2×35,4 cm, Westfälisches Landesmuseum für Kunst und Kulturgeschichte, Münster. Jeden z nejstarších dochovaných Mackeho obrazů se nese v duchu akademismu
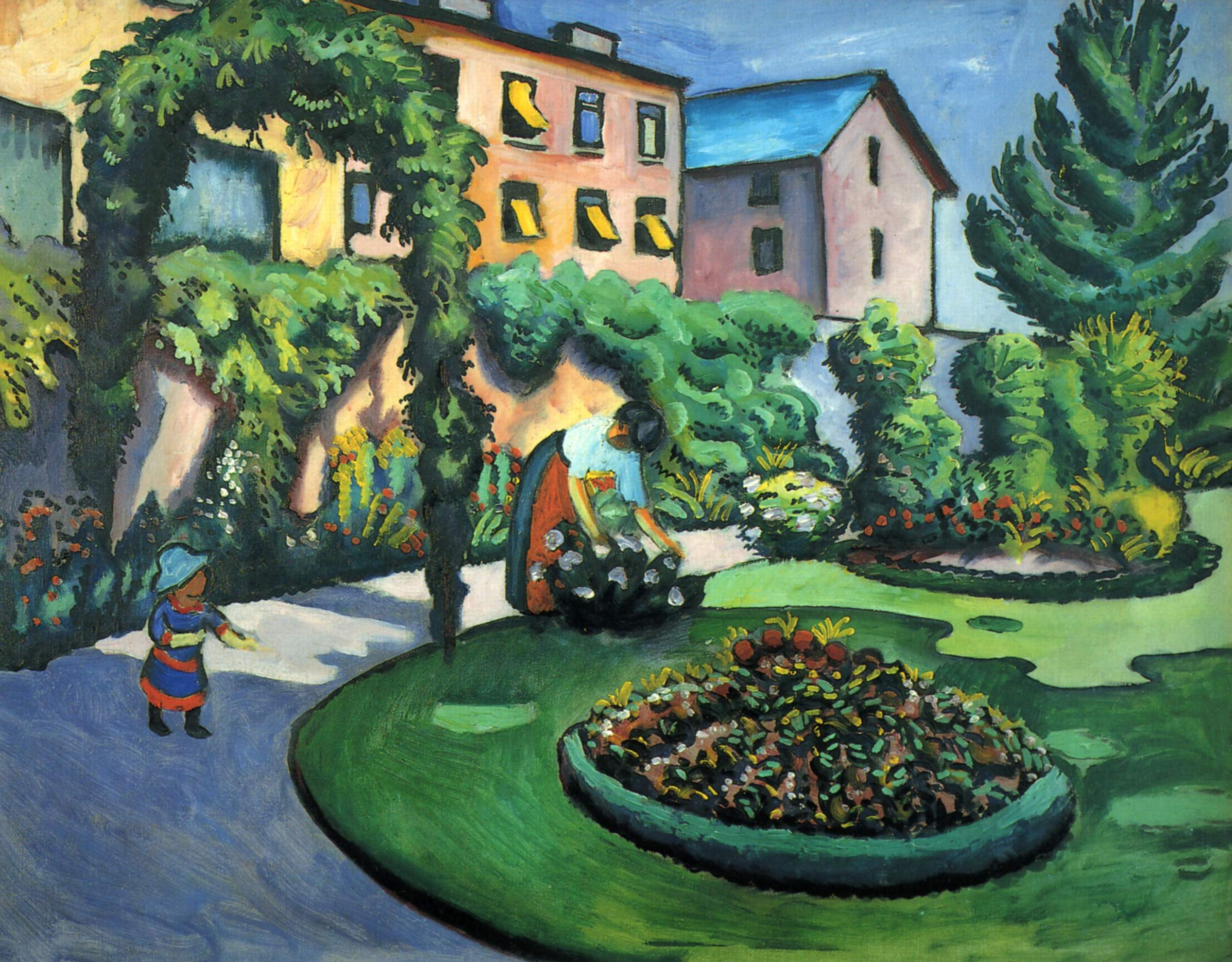
Zahrada, 1911, 70×88 cm, Westdeutsche Landesbank Girozentrale, Düsseldorf. Obraz zachycuje zahradu domu rodiny Macků v Bonnu
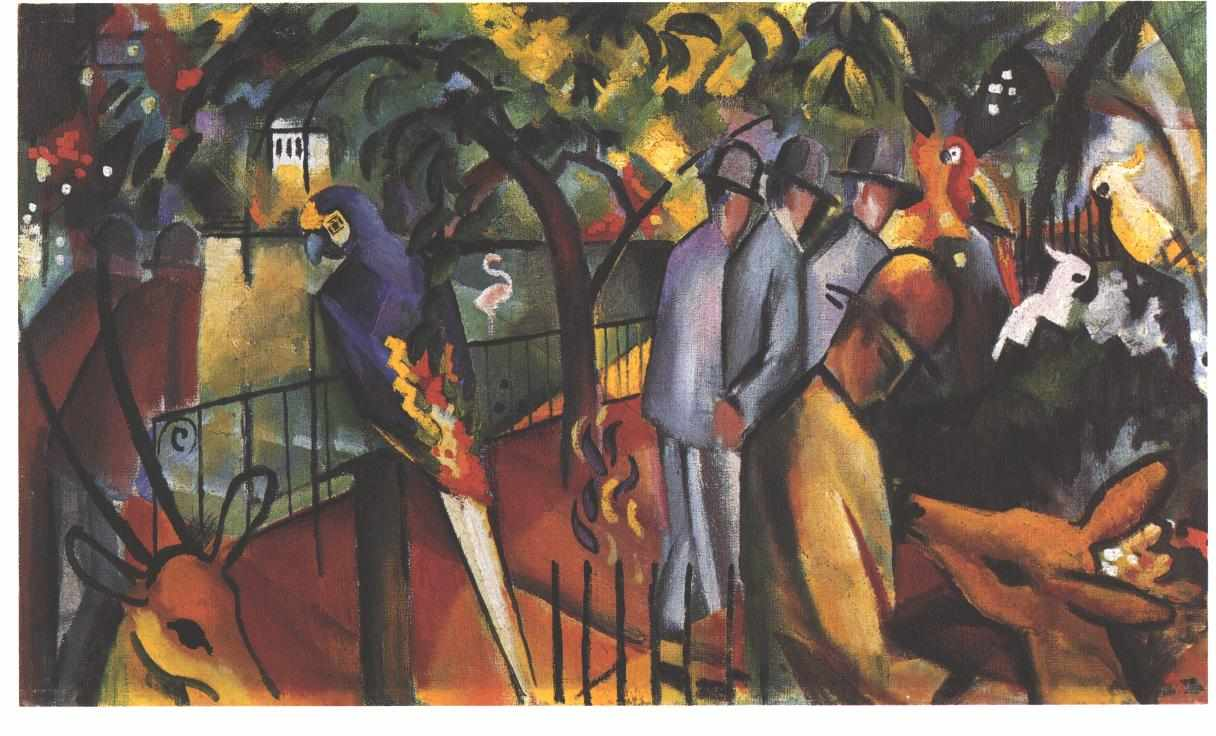
Zoologická zahrada I, 1912, 58,5×98 cm, Städtische Galerie im Lenbachhaus, Mnichov. Mackeho obrazy ze zoologické zahrady bývají interpretovány jako vize ráje
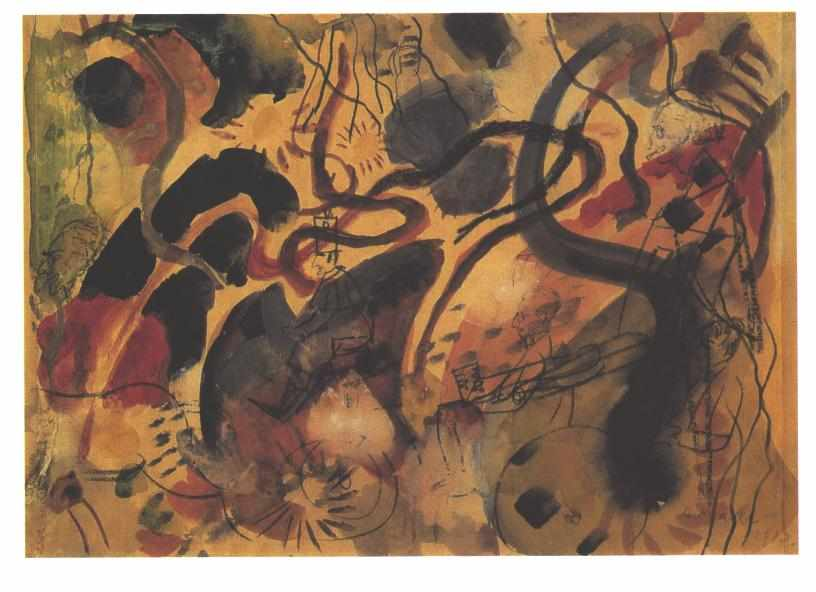
Persifláž na Blaue Reiter, 1913, 24,6×34,5 cm, Städtische Galerie im Lenbachhaus, Mnichov. Macke zde karikuje tvorbu umělců ze sdružení Der Blaue Reiter
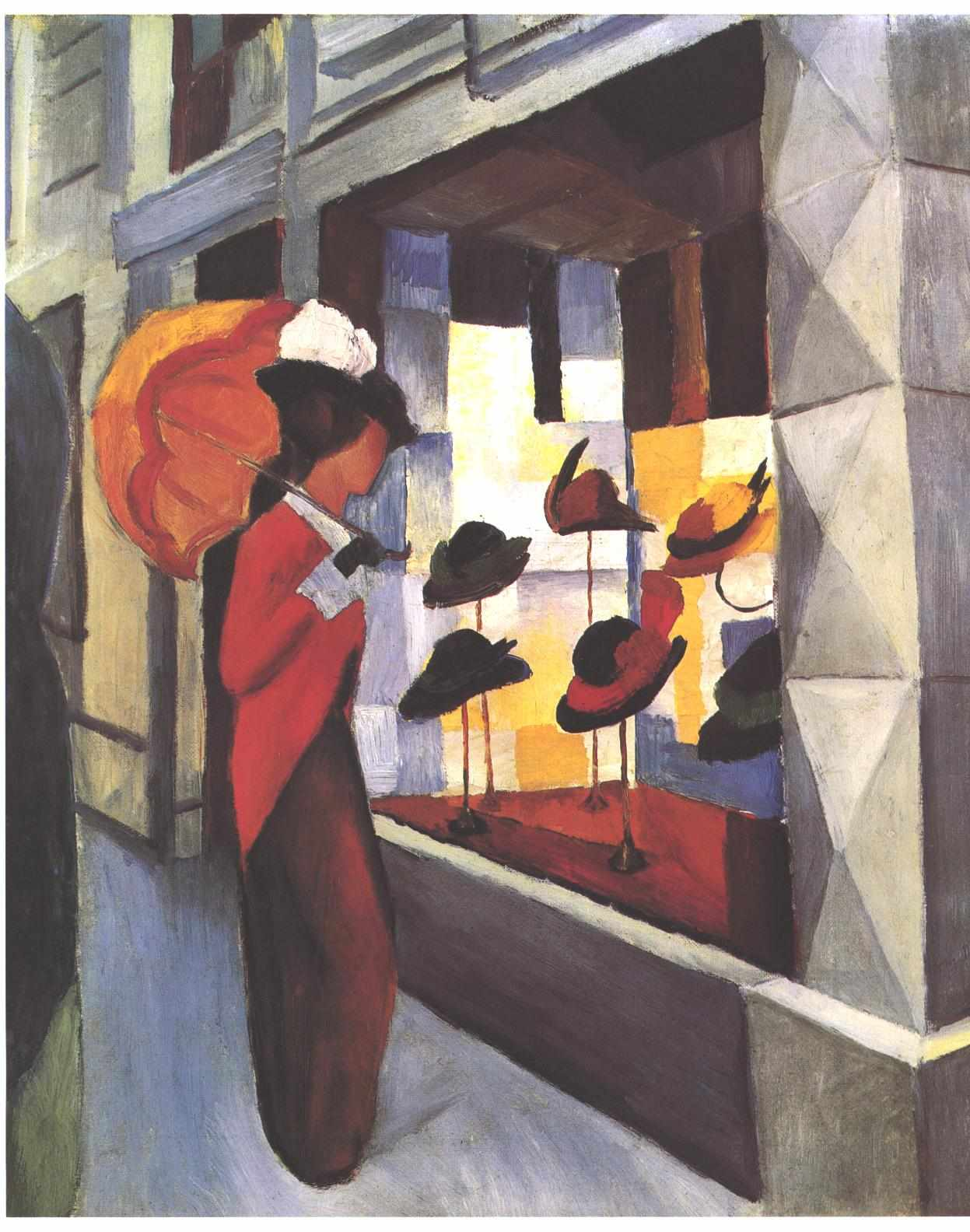
Obchod s klobouky, 1914, 60,5×50,5 cm, Museum Folkwang, Essen. Dílo se považuje za nejvydařenější ze série dam před výklady s klobouky
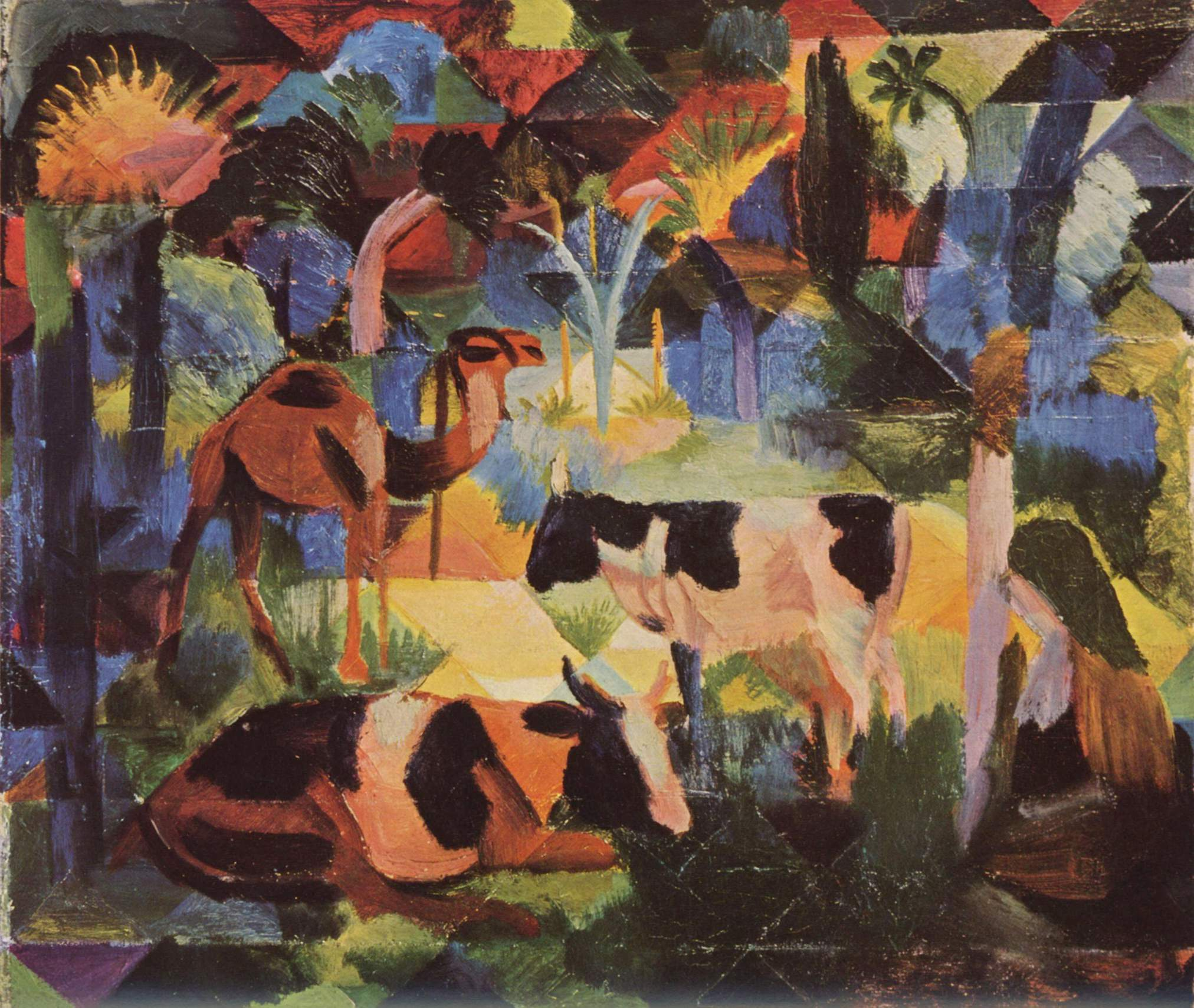
Krajina s kravami a velbloudem, 1914, 47×54 cm, Kunsthaus Zürich. Jedna z olejomaleb inspirovaná pobytem v Tunisu